# きりん座ベータ星
きりん座β星（きりんざベータせい、β Cam / β Camelopardalis）は、きりん座で最も明るい恒星である。
この星は連星であり、伴星は7.4等級である。